# Cavariella archangelicae
Cavariella archangelicae är en insektsart som först beskrevs av Giovanni Antonio Scopoli 1763.  Cavariella archangelicae ingår i släktet Cavariella och familjen långrörsbladlöss. Arten är reproducerande i Sverige. Inga underarter finns listade i Catalogue of Life.